# 조지 퍼스
조지 퍼스(George Furth, 1932년 12월 14일 ~ 2008년 8월 11일)는 미국의 리브레토 작가, 텔레비전 배우, 작가, 연극 배우, 영화배우, 성우, 저자이다.
시카고에서 태어났으며 샌타모니카에서 사망하였다. 사인은 질병이다.

## 영화
- 굿바이 러버 (1999년)
- 닥터 퀸 (1993년)
- 전자 두뇌 인간 (1983년) - 티몬 역
- 메가포스군단 (1982년) - 에그스트럼 역
- 캐논볼 (1981년)
- 후퍼 (1978년)
- 오, 하느님! (1977년)
- 에어포트 77 (1977년)
- 바람둥이 미용사 (1975년) - 미스터 페티스 역
- 브레이징 새들스 (1974년)
- 내일을 향해 쏴라 (1969년) - 우드콕 역
- 올 인 더 패밀리 (1968년) - 고든 크렌쇼 역
- 보스톤 교살자 (1968년)
- 배트맨 - 66년 TV 시리즈 (1966년)
- 베스트 맨 (1964년)
- 보난자 (1959년)